# Adrián Juhász
Adrián Attila Juhász (Szolnok, 18 de noviembre de 1989) es un deportista húngaro que compitió en remo.
Ganó una medalla de oro en el Campeonato Mundial de Remo de 2017 y una medalla de oro en el Campeonato Europeo de Remo de 2016. Además, obtuvo una medalla de plata en el Campeonato Mundial de Remo de Mar de 2010.

## Palmarés internacional
| Campeonato Mundial | Campeonato Mundial        | Campeonato Mundial | Campeonato Mundial |
| Año                | Lugar                     | Medalla            | Prueba             |
| ------------------ | ------------------------- | ------------------ | ------------------ |
| 2017               | Sarasota (Estados Unidos) | Medalla de oro     | Dos con timonel    |
| Campeonato Europeo |                           |                    |                    |
| Año                | Lugar                     | Medalla            | Prueba             |
| 2016               | Brandeburgo (Alemania)    | Medalla de oro     | Dos sin timonel    |